# عبد الرحمن فوزي
عبد الرحمن فوزي (11 أغسطس 1909 - 16 أكتوبر 1988)، لاعب ومدرب كرة قدم مصري سابق، لعب في نادي الزمالك. كما لعب لمنتخب مصر وهو صاحب أول هدف للاعب مصري وأفريقي وعربي في بطولات كأس العالم، هو هداف المنتخب المصري في بطولات كأس العالم على مر التاريخ برصيد هدفان أحرزهما في بطولة كأس العالم 1934 بإيطاليا بالتساوي مع لاعب المنتخب الحالي محمد صلاح، أختير ضمن فريق العالم لذات البطولة في مركز الجناح الأيسر.
بعد انتقاله لنادي الزمالك من النادي المصري، قضي أغلب مسيرته الكروية داخل جدران القلعة البيضاء وحقق مع ناديه 11 لقبا. وكان يلقب "هداف القذائف الصاروخية". كان حتى وفاته اللاعب المصري الوحيد الذي سجل أهدافاً لمنتخب بلاده في بطولة كأس العالم، إلى أن قام اللاعب مجدي عبد الغني بتسجيل هدف في مباراة بلاده ضد هولندا في كأس العالم 1990. اعتزل كرة القدم في عام 1947، واتجه للتدريب. حقق كمدرب العديد من البطولات مع نادي الزمالك وقضي 10 سنوات في منصب المدير الفني ويُعد الأطول شغلا لهذا المنصب وثاني أكثر مدرب تحقيقا للبطولات في تاريخ القلعة البيضاء.

## المسيرة الكروية

### مع الأندية
بدأ فوزي مسيرته الكروية عام 1928 مع نادي مدينته، النادي المصري. واستمر مع النادي حتى عام 1934، لمدة ستة مواسم. فاز معهم بكأس السلطان حسين مرتين (1933، 1944) ودوري منطقة القناة ثلاث مرات (1932، 1933، 1934).

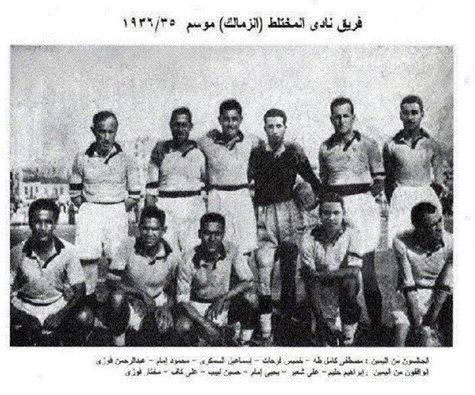
نادي الزمالك في عام 1935، فوزي (الأول جالسًا من اليسار)

في عام 1934، انتقل فوزي إلى نادي الزمالك، حيث أمضى معظم مسيرته الكروية، حيث لعب مع عملاق القاهرة حتى اعتزاله كرة القدم عام 1947، وقضي في القلعة البيضاء 12 موسمًا، وكان يلقب "هداف القذائف الصاروخية".
سجّل فوزي هدفين في فوز الزمالك الشهير على الأهلي بنتيجة 6–0 في ديربي القاهرة 1942 وهي أعلي نتيجة في الديربي الشهير حتي الآن. كما فاز مع نادي الزمالك بكأس مصر خمس مرات (1934–35، 1937–38، 1040–41، 1942–43، 1943–44)، ودوري منطقة القاهرة خمس مرات (1939-40، 1940-41، 1943-44، 1944-45، 1946-47)، وكأس الملك فؤاد مرة واحدة (1941). اعتزل كرة القدم في عام 1947.

### المسيرة الدولية
كان عبد الرحمن فوزي ضمن أعضاء الفريق القومي الذي نافس في تصفيات كأس العالم 1934، والتي فاز فيها المنتخب المصري بنتيجة 11-2 بمجموع المبارتان على حساب منتخب فلسطين بواقع سبعة أهداف في المباراة التي أقيمت بالقاهرة والتي انتهت بنتيجة 7-1 وأربعة أهداف في المباراة التي أقيمت بالقدس والتي انتهت بنتيجة 4-1.

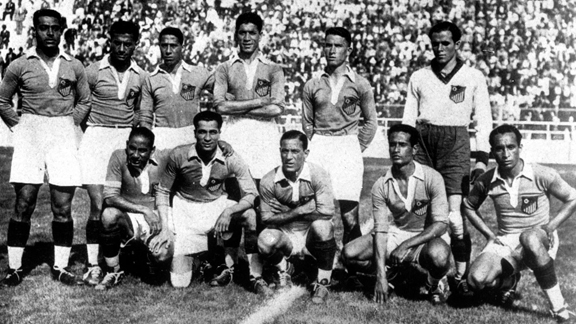
منتخب مصر لكرة القدم في كأس العالم 1934، فوزي (الصف العلوي، الثاني من اليمين)

شارك في مباراة المجر ببطولة كأس العالم 1934 وأحرز هدفين في المباراة التي انتهت بنتيجة 4-2 لصالح منتخب المجر، وذكر مصطفى كامل منصور أنه أحرز الهدف الثالث لمنتخب مصر (عندما كانت النتيجة تشير إلى تعادل الفريقين 2-2) ولكن الحكم ألغاه بداعي التسلل رغم انطلاقه بالكرة من منتصف الملعب.

## المسيرة التدريبية
في عام 1946، وقبل اعتزاله اللعب مباشرةً، أصبح فوزي مديرًا فنياً لناديه السابق الزمالك. وفي عام 1953، أثناء إدارته للزمالك، أصبح فوزي مديرًا فنياً لمنتخب مصر لكرة القدم. قاد فوزي منتخب مصر للفوز بدورة الألعاب العربية 1953 بفوزه على سوريا بنتيجة 4-0 في النهائي. ولكن لم يوفق منتخب مصر في التأهل لكأس العالم 1954 بعد خسارته مباراتيه أمام إيطاليا في التصفيات، وبعد ذلك لم يعد فوزي مديرًا لمنتخب مصر لكرة القدم، بعد عام واحد في ذلك المنصب.

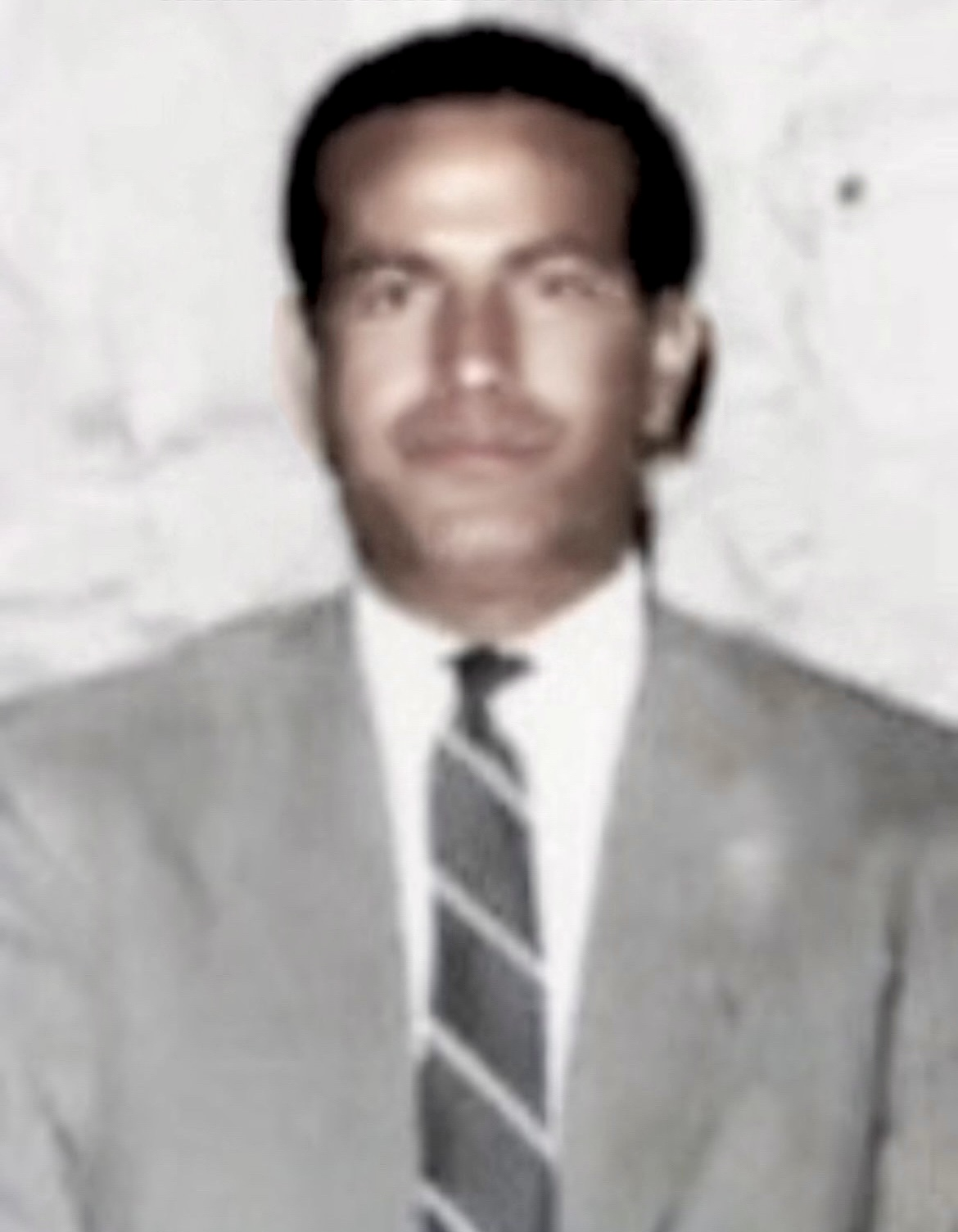
فوزي في 1952

في عام 1956، أصبح فوزي أول مدير فني في تاريخ كرة القدم المصرية يقوم بتدريب ناديين في نفس الوقت، حيث كان يدرب نادي غزل المحلة، الذي كان يلعب في دوري الدرجة الثانية المصري آنذاك، إلى جانب إدارته لنادي الزمالك. قاد فريق غزل المحلة، في ذلك الموسم، إلى الصعود الأول له على الإطلاق إلى الدوري المصري الممتاز. ثم استقال من منصبه في غزل المحلة بعد موسم واحد فقط، وكذلك من منصبه في الزمالك بعد عشر سنوات من إدارته للفريق، مما جعله أطول مدرب خدمة في تاريخ الزمالك.
مع نادي الزمالك، فاز فوزي بكأس مصر مرتين (1952، 1955) ودوري منطقة القاهرة خمس مرات (1946-1947، 1948-1949، 1950-1951، 1951-1952، 1952-1953)، بمجموع سبعة ألقاب، مما جعله ثاني أنجح مدرب في تاريخ نادي الزمالك (بعد توفيق عبد الله). في عام 1957، أصبح فوزي أول مدير فني للمنتخب السعودي لكرة القدم، بعد تأسيس الفريق في عام 1956، وقضي معهم 5 سنوات حتى عام 1962. في عام 1960، أثناء إدارته للمنتخب السعودي لكرة القدم، أصبح فوزي مديرًا فنياً لنادي السكة الحديد المصري، وبقي معهم لموسم واحد فقط، وغادر في عام 1961. بعد مغادرة المنتخب السعودي لكرة القدم في عام 1962، أخذ فوزي فترة توقف لمدة 13 عامًا، قبل أن يعود لإدارة نادي السكة الحديد لموسم آخر في عام 1975. بعد ذلك، اعتزل فوزي كرة القدم تمامًا بعد مسيرة حافلة في مجال التدريب.

## وفاته
توفي في 16 أكتوبر 1988، وعقب وفاته بأسبوع واحد كرمته إدارة نادي الزمالك بإطلاق اسمه على الصالة المُغَطّاة للنادي.

## الحياة الأسرية
هو والد أحمد شرين فوزي المحافظ الأسبق للمنوفية وعضو مجلس إدارة سابق لنادي الزمالك في الولاية الثانية للرئيس جلال إبراهيم.

## إنجازات
لاعب
نادي الزمالك
- دوري منطقة القاهرة: 1939–40، 1940–44، 1944–46، 1946–47
- كأس مصر: 1934–35، 1937–38، 1940–41، 1942–43، 1943–44
- كأس الملك فؤاد: 1940–41

مدرب
نادي الزمالك
- دوري منطقة القاهرة: 1946–47، 1948–49، 1950–51، 1951–52، 1952–53
- كأس مصر: 1951–52، 1954–54

منتخب مصر
- دورة الألعاب العربية: 1953

## روابط خارجية
- عبد الرحمن فوزي على موقع الاتحاد الدولي (مؤرشف)  (الإنجليزية)
- عبد الرحمن فوزي على موقع قاعدة بيانات كرة القدم.إي يو (الإنجليزية)
- عبد الرحمن فوزي على موقع ناشيونال فوتبول تيمز (الإنجليزية)
- عبد الرحمن فوزي على موقع Soccerway.com (الإنجليزية)
- عبد الرحمن فوزي على موقع عالم كرة القدم.نت (الإنجليزية)